# Irina Embrich
Irina Embrich née Zamkovaja est une escrimeuse estonienne née le 12 juillet 1980 à Tallinn et pratiquant l'épée.
Elle commence la pratique sportive par la gymnastique, mais n'apprécie pas la discipline soviétique très dure. Elle passe ensuite à la gymnastique rythmique et sportive, avant de se lancer dans l'escrime avec pour coach Samuil Kaminski. Elle ne se classe que 20e puis 12e aux championnats du monde cadets de 1996 et 1997, mais s'adjuge la médaille de bronze en junior en 1999.
Après le lycée, elle étudie la chimie à l'université de technologie de Tallinn. En 2004, son entraîneur quitte l'Estonie pour la Norvège. L'épéiste Nikolai Novosjolov, qui a le même âge qu'elle, accepte alors de l'entraîner. La même année, elle épouse un camarade de l'université et donne naissance en 2005 à une fille, Maša. Elle poursuit néanmoins sa carrière d'escrimeuse. Elle obtient la médaille d'argent aux championnats du monde d'escrime 2006, puis le bronze lors de l'édition 2007, ce qui lui vaut le titre de personnalité sportive estonienne de l'année 2007. Elle atteint au début 2008 le 9e rang mondial, soit son meilleur classement FIE à ce jour. En 2013, elle se classe troisième aux épreuves de coupe du monde de Leipzig et Saint-Maur et atteint les quarts-de-finale aux championnats d'Europe d'escrime 2013 avant d'être éliminée par la Hongroise Emese Szász.
En 2021, elle devient médaillée d'or olympique par équipes. En 2024, à l'âge de 43 ans, elle remporte le principal titre individuel de sa carrière (le seul au-dessus du niveau de tournoi satellite) en gagnant le championnat d'Europe, dix-sept ans après avoir décroché le bronze en 2007.

## Palmarès
- Jeux olympiques
  -  Médaille d'or par équipes en 2021 à Tokyo au Japon

- Championnats du monde d'escrime
  -  Médaille d'or par équipes en 2017 à Leipzig en Allemagne
  -  Médaille d'argent par équipes en 2002 à Lisbonne au Portugal
  -  Médaille d'argent par équipes en 2014 à Kazan en Russie
  -  Médaille d'argent en 2006 à Turin en Italie
  -  Médaille de bronze en 2007 à Saint-Pétersbourg en Russie
- Championnats d'Europe d'escrime
  -  Médaille d'or par équipes en 2013 à Zagreb en Croatie
  -  Médaille d'or par équipes en 2016 à Toruń en Pologne
  -  Médaille d'or en 2024 à Bâle en Suisse
  -  Médaille d'argent par équipes en 2003 à Bourges en France
  -  Médaille d'argent par équipes en 2015 à Montreux en Suisse
  -  Médaille de bronze en 2007 à Gand en Belgique
  -  Médaille de bronze par équipes en 2012 à Legnano en Italie
- Coupe du monde d'escrime
  - victoire aux tournois d'Oslo (2011), Stockholm (2012), Turku (2012)